# Autoflagelare

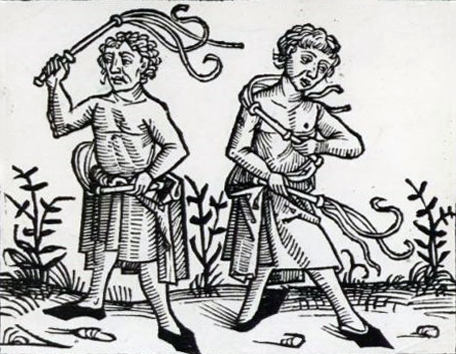
Credincioși flagelându-se
xilogravură din sec. al XV-lea.

Autoflagelare (sau autoflagelație) se numește acțiunea de a se supune singur unor chinuri fizice sau torturi fizice, sub impulsul unor credințe mistice sau din fanatism religios, pentru ispășirea păcatelor.
Practica autoflagelării a cunoscut o largă răspândire atât în unele ordine de călugări și maici din cadrul Bisericii Catolice, cât și printre multi credincioși care credeau că prin bătăile cu biciul, pe care și le administrau cel mai adesea singuri pe spate și pe umeri, își mai reduceau astfel din păcate. Cel mai adesea, loviturile erau aplicate cu bice din piele, lanțuri, nuiele spinoase sau chiar cu bice cu bile metalice.
Prin extensie, termenul autoflagelare desemnează și biciuirea propriului corp pentru obținerea excitației și în final, a satisfacției sexuale.
Cea mai întâlnită formă de autoflagelare este lezarea pielii prin tăiere și zgâriere cu obiecte ascuțite. Alte forme de  autoflagelare includ arsuri ale pielii, împiedicarea vindecării rănilor, smulgerea părului, utilizarea de substanțe toxice.
Autoflagelarea este descrisă în Manualul de Diagnostic și Statistică al al Tulburărilor Mentale,  ediția a IV-a (Diagnostic and Statistical Manual of mental disorders IV) și Manualul de Diagnostic și Statistică al Tulburărilor Mentale, ediția a V-a ca simptom  de tulburare de personalitate borderline.
Autoflagelarea de sine este cea mai frecventă între vârsta de 12 și 24 de ani. Autoflagelare este mai frecventă la femei decât la bărbați, cu acest risc fiind de cinci ori mai mare la grupa de vârstă 12-15. Autoflagelarea de sine în copilărie este relativ rară, dar rata a crescut din anii '80. Autoflagelarea poate apărea și la populația în vârstă. Riscul de rănire gravă și sinucidere este mai mare la persoanele în vârstă care se auto-vătămă. Animalele captive, cum ar fi păsările și maimuțele, sunt, de asemenea, cunoscute că participă la un comportament care dăunează de la sine.

## Conștientizarea și opoziția
Există numeroase mișcări în rândul comunității generale de auto-vătămare pentru a face auto-vătămarea în sine și tratamentul mai bine cunoscut profesioniștilor din domeniul sănătății mintale, precum și a publicului larg. De exemplu, 1 martie este desemnată Ziua de Atenționare a Accidentului (SIAD) în întreaga lume. În această zi, unii oameni aleg să fie mai deschisi cu privire la propria lor auto-vătămare, iar organizațiile de conștientizare fac eforturi deosebite pentru a crește gradul de conștientizare cu privire la auto-rănire. Unii oameni poartă o panglică de conștientizare portocalie sau o brățară pentru a încuraja conștientizarea auto-vătămării.

## Fiziopatologie
Autoflagelarea nu este în mod obișnuit un comportament suicid, cu toate că există posibilitatea ca o vătămare auto-cauzată să rezulte în pagube care să pună viața în pericol. Deși persoana poate să nu recunoască conexiunea, vătămarea de sine devine adesea un răspuns la dureri emoționale profunde și copleșitoare, care nu pot fi rezolvate într-un mod mai funcțional.
Motivațiile pentru auto-vătămare variază, deoarece poate fi folosit pentru a îndeplini o serie de funcții diferite. Aceste funcții includ utilizarea de auto-vătămare ca un mecanism de coping care asigură ameliorarea temporară a sentimentelor intense, cum ar fi anxietatea, depresia, stresul, amorțirea emoțională și un sentiment de eșec sau autodispunere. Există, de asemenea, o corelație statistică pozitivă între vătămarea de sine și abuzul emoțional.